# Pèndol balístic

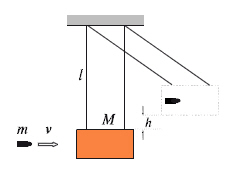
Pèndol balístic.

Un pèndol balístic és un dispositiu permet determinar la velocitat d'un projectil.
Aquest pèndol està constituït per un bloc gran de fusta, de massa  M , suspès mitjançant dos fils verticals, com s'il·lustra en la figura. El projectil, de massa  m , la velocitat  v  es vol determinar, es dispara horitzontalment de manera que xoc i quedi incrustat en el bloc de fusta. Si el temps que empra el projectil en quedar detingut a l'interior del bloc de fusta és petit en comparació amb el període d'oscil·lació de pèndol (n'hi haurà prou que els fils de suspensió siguin prou llargs), els fils de suspensió romandran gairebé verticals durant la col·lisió. Suposem que el centre de massa del bloc puja a una alçada  h  després de la col·lisió. Llavors, coneguts les masses del projectil i del bloc i l'ascens d'aquest després del xoc, la velocitat del projectil ve donada per

(1){\displaystyle v=\left(1+{\frac {M}{m}}\right){\sqrt {2gh}}}

## Fonament físic
Durant la col·lisió o xoc es conserva la quantitat de moviment o moment lineal del sistema, de manera que podem escriure:

(2){\displaystyle mv=(mM)V\,}

Després de la col·lisió, en el cas que angle màxim de desviació del pèndol no superi els 90 º, el principi de conservació de l'energia ens permet escriure:

(3){\displaystyle {\frac {1}{2}}(Mm)V^{2}=(Mm)GH}

Resolent el sistema d'equacions (2) i (3) pel que fa a  v , obtenim fàcilment el resultat expressat en (1).

## Vegeu també

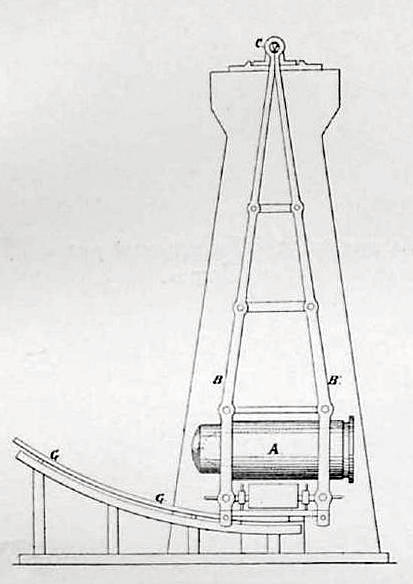
Pèndol balístic (1911)